# Adobe FreeHand
Adobe FreeHand是一款平面向量繪圖（vector graphics）軟件，同時支援Mac OS及MS Windows平台，深受專業排版及設計工作者的喜愛。
FreeHand由Altsys公司開發（Fontographer是它的另一傑作），早期均授權予Aldus公司以Aldus FreeHand名義發行，與當時的同類軟件Adobe Illustrator競爭劇烈。
當1994年，Adobe收購Aldus的時候，因為FreeHand與Illustrator市場的重疊，Altsys反對將該軟件併入Adobe的版圖，認為會扼殺了它的前途；在一連串法律及聯邦貿易處的介入後，FreeHand重歸Altsys手中，再由Macromedia購入，發行了5.0，5.5，7，8，9，10和11/MX版。但諷刺的是，Adobe於2005年底併購了Macromedia，FreeHand終變成Adobe的資產。
FreeHand能長久迄立不倒，其中最重要的原因是它除了能繪製向量圖像外，更有優越的文字處理和排版性能，而它的印前輸出的穩定性，連Postscript的發明者旗下的Illustrator也自嘆弗如。而自4.0版本後，更開發出多頁功能（建基於Altsys為NeXTstep開發的Altsys Virtuoso軟件），使FreeHand成為印刷出版及網站開發的利器。結合Macromedia的產品，包括Flash，Dreamweaver及Fireworks等，更如魚得水。
Macromedia被Adobe收購後，所發行的Macromedia Studio 8，將FreeHand排除在外，在2007年5月15日，Adobe終於決定把這個Illustrator的對手從舞台上消失。